# Tadrart Acacus

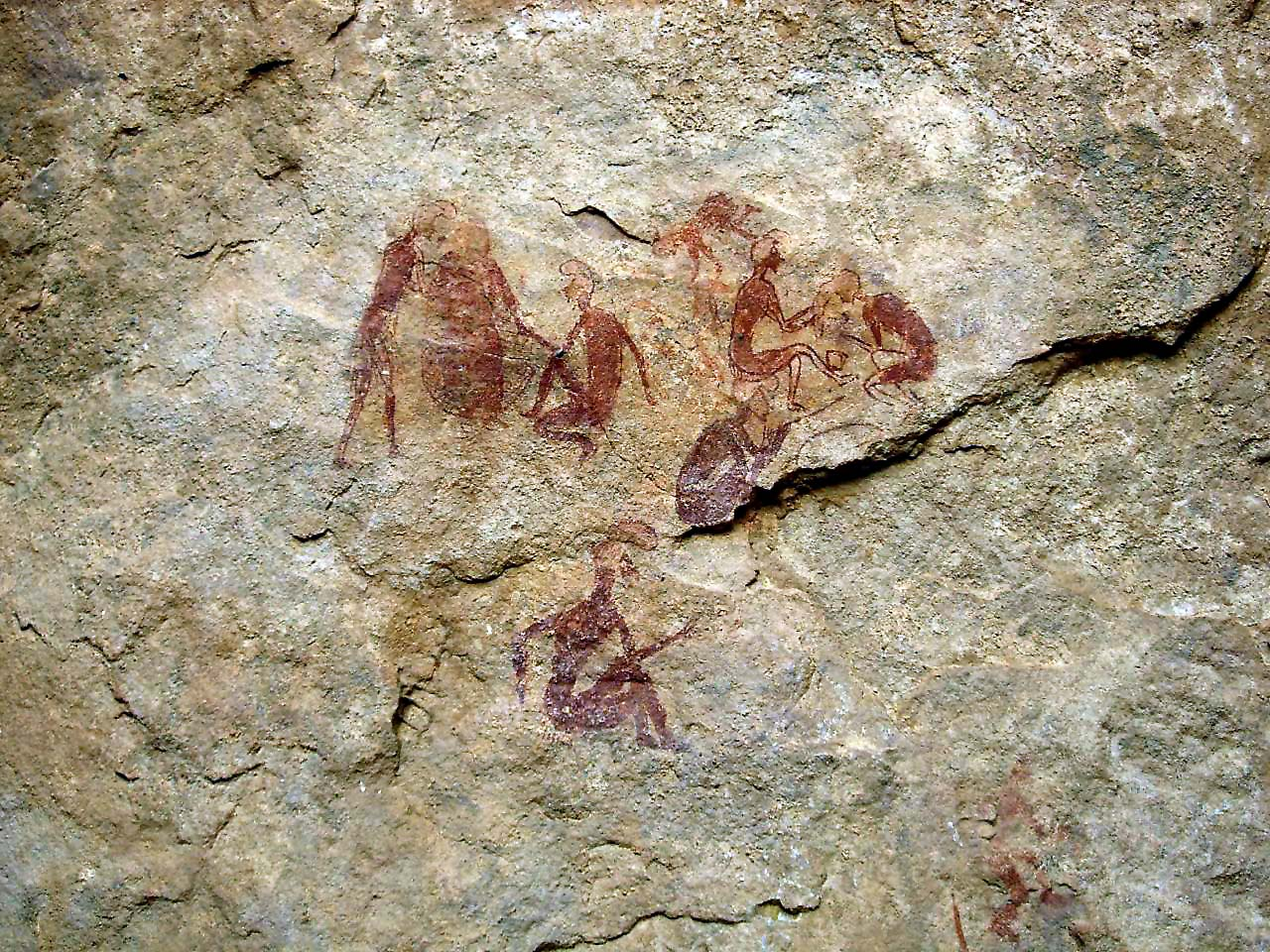
mensen afgebeeld

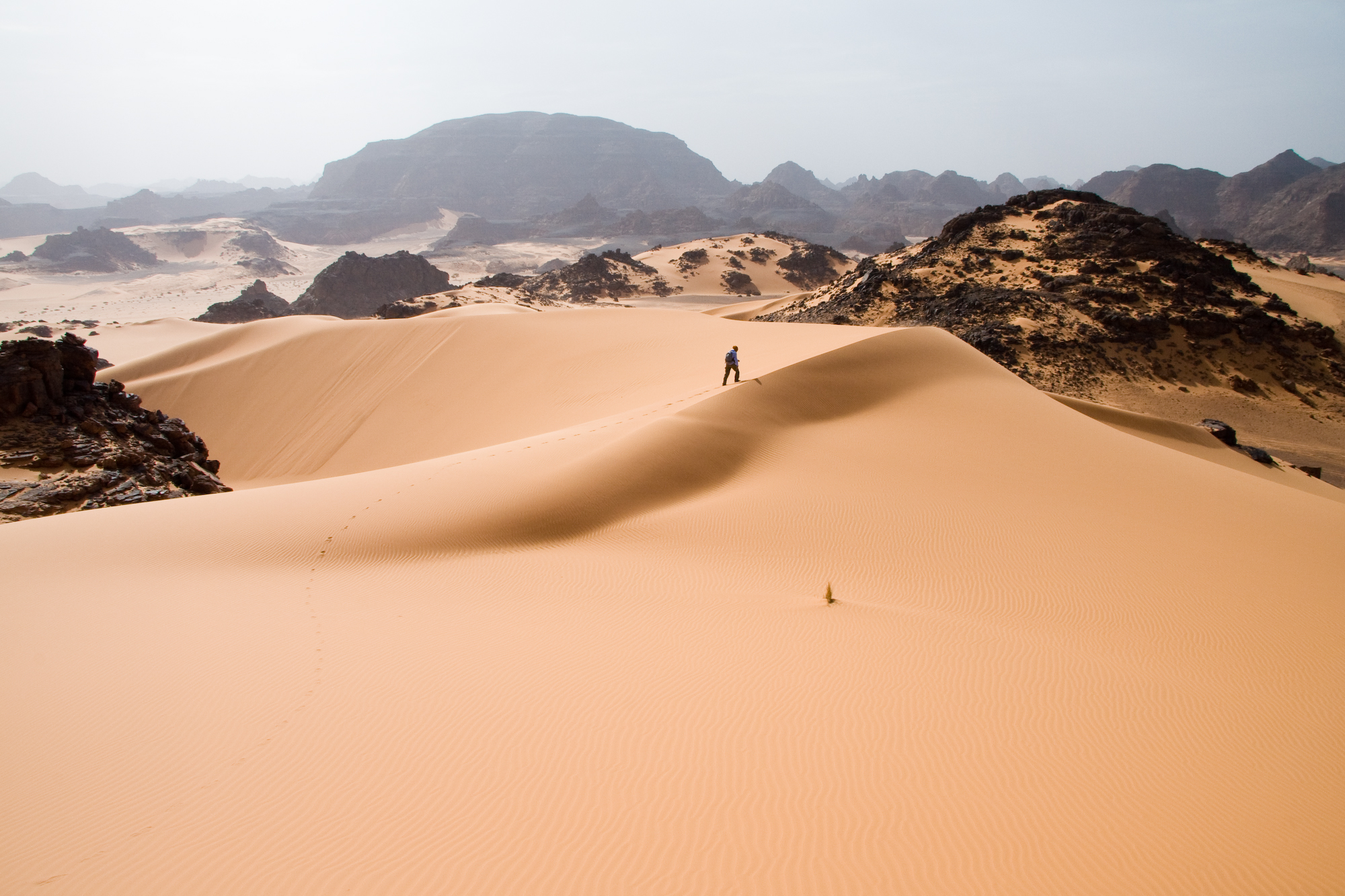
zandduinen in de Tadrart Acacus

Tadrart Acacus (Arabisch: تدرارت عكاكس) is een woestijn in het westen van Libië. Het is een gedeelte van de Sahara, nabij de stad Ghat. Tadrart betekent "berg" in de lokale taal. Het gebied is rijk aan rotsschilderingen uit de groene Sahara-periode.

## Landschap
Het landschap in de Acacus varieert sterk, van verschillend kleurende zandduinen tot ravijnen, rotsen en bergen. De meeste bekende bakens zijn de bogen van Afzejare en Tin Khlega. Hoewel het een dorre regio is, komt er wel vegetatie voor.

## Geschiedenis
In 1850 werden er rotstekeningen ontdekt door de Duitse ontdekkingsreiziger Heinrich Barth. Sinds 1955 waren Italiaanse en Libische onderzoekers bezig de tekeningen te dateren en te catalogiseren. De gevonden tekeningen dateren van 12.000 voor Christus tot 100 jaar na Christus, wat de ontwikkeling van de inheemse volkeren laat zien en de veranderingen in flora en fauna. Zo was dit gebied eerder een savannelandschap en dat is ook op de tekeningen te zien. Er zijn afbeeldingen te vinden van giraffes, olifanten, struisvogels, kamelen, maar ook ruiters te paard, mensen zijn dansend en musicerend afgebeeld.
Sinds 1985 staat dit gebied op de Werelderfgoedlijst van de UNESCO vanwege het grote belang van deze tekeningen en de conservering ervan.

### Archeologie
De archeologische sites zijn verdeeld in drie hoofdbewoningsperioden: vroege Acacus, late Acacus en pastoraal neolithicum. De vroege Acacus was een vochtige periode van ca. 7.800 - 6.900 v.Chr. (9810 - 8880 BP), gekenmerkt door kleine groepen mobiele mensen die in valleien en langs laaglandmeren leefden. De late Acacus (ca. 6.900 - 5.400 v.Chr.; 8870 - 7400 BP) was een droge periode, gekenmerkt door meer sedentaire bewoning door grotere groepen die in rivierdalen leefden. Deze mensen intensiveerden de verwerking en opslag van wilde granen en gebruikten op grote schaal maalstenen en aardewerk. Het pastorale neolithicum werd gekenmerkt door een toegenomen mobiliteit in een vochtigere omgeving en de domesticatie van dieren. Deze mensen vertoonden een verminderd gebruik van maalstenen.
Belangrijke archeologische sites zijn onder andere Uan Muhuggiag en Takarkori.

### Vandalisme
Op 14 april 2014 werden graffiti-vandalen gerapporteerd.
Op april 20, 2014 bracht Aziz Al-Hachi (een journalist uit Ghat), de Franse onderzoeksjournalist Jacques-Marie Bourget op de hoogte dat de site was vernield met hamers, wasbenzine en schuurborstels.
- Gemeinsame Normdatei: 7747898-8
- Virtual International Authority File: 246356458

Archeologisch Cyrene · Archeologisch Leptis Magna · Archeologisch Sabratha · Oude stad van Ghadames · Rotstekeningen van Tadrart Acacus